# Dorozsmai Péter
Dorozsmai Péter (Budapest, 1959. január 24.), magyar zenész, producer, zeneszerző, hangmérnök, a TomTom stúdió alapítója, vezetője, a Korál, az East és az iLand zenekarok dobosa.

## Pályafutása
Zenei tanulmányait a Konzervatóriumban szerezte 1977 és 1981 között. Még főiskolai évei alatt vált a Korál dobosává, majd kicsivel utána az East zenekar tagja lett. 1988-ban megalapította a Tom-Tom Stúdiót, melynek azóta is vezető hangmérnöke, majd az East megszűnése után majdnem egy évtizedig Ákos kísérőzenekarában játszott, többek közt egykori Korálos társával, a basszusgitáros Fekete Tiborral ("Samu"). Több Ákos-dalban és Tunyogi Orsi albumain is közreműködött dalszerzőként. 
Szekeres Adrien Futok a szívem után c. lemezén dolgozott a Tom-Tom Records kiadónál 2001-ben. 2021-ben régi, East-ben játszó zenésztársaival megalapították a Iland együttest, ami mai napig is zenél. A TomTom vezető-hangmérnökeként is dolgozik, nemrég adta ki az Iland a "Sziget" című dupla lemezét, ami általa volt keverve. 
Az utóbbi években ismét egyre többet látni színpadon, a Korál és az Iland koncertjein.

## Díjai
- EMeRTon-díj (1994)
- Artisjus-díj (1999)
- A Magyar Érdemrend lovagkeresztje (2017)[3]